# وولکا (شهرستان گووداپ)
وولکا (به لاتین: Wólka) یک روستا در لهستان است که در گمینا بانگه مازورسکیه واقع شده‌است. وولکا ۹۰ نفر جمعیت دارد.